# Rudopolje
Rudopolje je naselje u Republici Hrvatskoj, u sastavu Općine Vrhovine, Ličko-senjska županija.

## Povijest
U Drugome svjetskom ratu i još više poslije rata, jugokomunisti i velikosrbi su ubijanjem uništili župu u Rudopolju.

## Stanovništvo
Prema popisu stanovništva iz 2001. godine, naselje je imalo 61 stanovnika te 30 obiteljskih kućanstava.
| broj stanovnika | 560   | 567   | 489   | 559   | 617   | 636   | 638   | 795   | 531   | 560   | 520   | 365   | 311   | 249   | 61    | 66    | 32    |
|                 | 1857. | 1869. | 1880. | 1890. | 1900. | 1910. | 1921. | 1931. | 1948. | 1953. | 1961. | 1971. | 1981. | 1991. | 2001. | 2011. | 2021. |

## Poznate osobe
- Đuro Nenadić, šumarski stručnjak, dekan Zagrebačkog sveučilišta